# 피피누스 2세
피핀 2세(Pepin II, 630년 ~ 714년 12월 16일)는 프랑크 왕국의 귀족이자 아우스트라시아 왕국의 궁재였다. 프랑크 왕국의 궁정 행정관 피핀 1세의 딸 베가와 아르눌프의 아들 안세기셀의 장남이며, 레온 백작 마르틴의 형이었다. 외할아버지 피핀 1세 및 손자 피핀 3세에 대하여 중 피핀(中Pepin, Pepin the Middle)으로도 부르며, 페펭 드 에리스탈, 페펭 데리스탈, 피핀 드 헤르스탈, 등으로도 부른다. 687년부터는 프랑크 왕국 전역의 실권을 장악하고 스스로 프랑크의 왕자이자 공작이라는 칭호를 사용했다.
679년 다고베르트 2세가 암살당하고 이듬해 아우스트라시아 왕국의 실권을 장악하였다. 그뒤 여러 번의 전쟁에서 승리, 687년 네우스트리아의 왕 테오도리히 3세와 궁재 에브로인과 전쟁을 벌여 최종 격파하고, 네우스트리아, 부르군트의 궁재를 겸하여 프랑크 왕국 전체의 실권을 장악하였다. 뒷날 프랑크 왕국의 전권을 장악하는 카를 마르텔은 그의 서자였다. 체구가 비대했던 그는 뚱보 피핀(Pepin le Gros, Pepin the Fat), 그밖에 젊은 피핀(Pépin le Jeune, Pepin the Younger)로도 부른다.

## 생애
출생 년대는 다양하여 630년생 설, 635년생 설, 620년생 설 등이 있다. 메츠 주교 아르눌프의 아들인 안세기젤과 피핀 1세의 딸 베가의 아들이다. 그의 동생은 레온 백작 마르틴이고 여동생 클로틸드 도드는 네우스트리아의 왕 테오도리히 3세의 왕비였다. 그는 벨기에의 헤르스탈 지역에서 태어났고, 이때문에 헤르스탈의 피핀이라는 별칭이 붙었다. 체구가 비대했던 그는 뚱보 피핀(Pepin le Gros, Pepin the Fat)이라는 별명도 있었다.
662년 혹은 669년 아버지 안세기셀이 아우스트라시아의 한 귀족에게 암살되었다. 피핀은 자신의 아버지의 암살에 관여한 귀족을 살해하여 복수하였다.

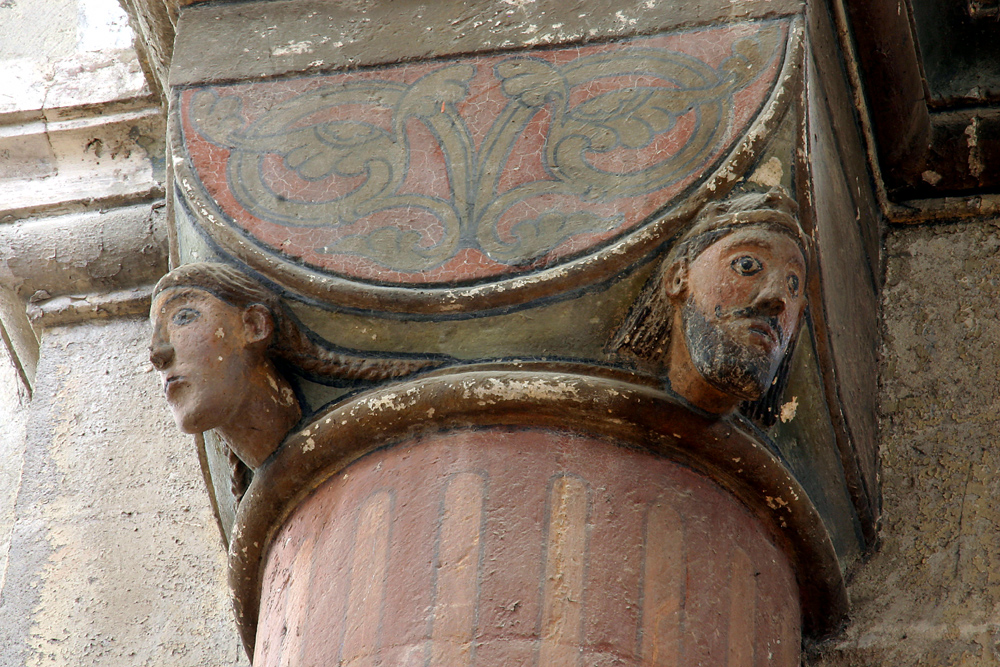
쾰른의 성 마틴 쾰른 수도원의 기둥에 부조된 피핀(오른쪽)과 아내 플렉트루데(왼쪽)

660년에서 670년 사이에 피핀은 모젤(Moselle) 지역의 대지주 집안의 딸인 플렉트루데(Plectrude)와 결혼하였다. 플렉트루데는 그와 결혼하면서 모젤 지역의 토지 일부를 결혼지참금으로 가져왔다. 그녀는 남편 피핀 2세와 결혼하면서 결혼 지참금 외에도, 아르눌핑 가문에 많은 양의 재산을 가져왔다. 플렉트루데는 피핀의 정치 활동과 정책 결정에 일정부분 목소리를 내고, 상당부분 영향력을 행사하였다.
678년 형제 마르틴 드 헤르스탈과 함께 네우스트리아의 궁재 에브로인과 전투를 벌였다. 679년 아우스트라시아의 왕 다고베르트 2세가 죽자 아우스트라시아의 궁정 행정관이 되어 몇년간 실력을 쌓았으며, 네우스트리아 왕 테오도리히 3세와 그의 궁재였던 에브로인에 대항해 자치권을 지켰다.
680년 아우스트라시아의 궁재 불포알트(Wulfoald)가 죽자 아우스트라시아의 단독 궁재로서 실권을 장악했다. 680년 레온 근처 루코파오 전투에서 에브로인에게 졌으며, 피핀은 에브로인에게 사로잡혔다가 기적적으로 탈출했다. 그러나 그의 동생 마르틴은 레온으로 돌아갔다가, 에브로인이 보낸 자객에게 암살당했다. 그러나 681년 혹은 684년 에브로인이 귀족 에르멘프로이(Ermenfroi)에 의해 축출, 혹은 암살로 사라지면서 상황은 피핀에게 유리하게 전개되었다. 이듬해 피핀은 에브로인의 후임으로 아우스트라시아의 궁재가 된 바라토(Waratto)와 협상, 조약을 체결하였다.
686년 네우스트리아 궁재 바라토가 죽고 그 후계자로 베르타르(Berthar)가 궁재가 되자 네우스트리아를 공격, 687년 페론 근처 테르트리의 전투에서 네우스트리아인들을 굴복시키고 패권을 잡았다. 테오도리히 4세는 파리로 물러났다. 그는 베르타르를 네우스트리아 궁재직에서 물러나게 하고, 네우스트리아의 궁재직도 차지했다. 그러나 테오도리히 3세를 폐위시키지 않고 계속 왕위에 앉혔고, 그가 죽은 뒤에는 메로빙거 왕조의 왕 3명이 연달아 뒤를 잇게 했다. 이때 부르군트와 아키텐의 귀족들 역시 형식적으로 복종, 피핀의 종주권을 인정했다. 그의 섭정에 반발한 테오도리히 3세는 네우스트리아의 귀족들과 함께 여러번 그의 영향력하에서 분리독립을 시도했지만 피핀은 그때마다 무산시켰다. 동시에 프랑크 왕국의 남부 지방의 영주들 역시 내전을 틈타 독립을 기도하였다.
687년 피핀은 프랑크의 왕자이자 공작(Duke and Prince of the Franks, dux et princeps Francorum)이라는 직함을 사용하기 시작했다. 이 해에 자신의 추종자인 노르드베르트(Nordebert)를 네우스트리아의 궁재로 추가 선임하였다. 베르타르가 다시 공격해와 교전, 이때 베르타르는 자신의 장모 안세필드(Ansfled)를 죽이고 도망쳤다. 이때 베르타르의 아내 안세트루드(Anstrude)는 피핀의 아들 상파뉴 백작 드로고 1세와 결혼했고, 그 해에 네우스트리아를 장악하는데 성공한다. 실권을 장악한 피핀은 마르스 캠프(Champ de Mars)라는 회의를 소집, 여기에서 정치 사무를 처결했다. 마르스 캠프 회의에서 주로 논의되는 문제는 군사 문제였다.
680년대 중반부터 프랑크 왕국의 북동쪽 국경을 위협하던 프리기아(프리슬란트) 부족들을 공략, 원정하여 689년에 물리치고, 조공관계를 형성하였다. 그 해 아들 그리모알트 2세를 프리기아 부족장 라드보트의 딸 테오델린트와 결혼시켰다. 또한 알레만니족과 프랑코니아를 프랑크 왕국에 복속시켰고, 알레만니아와 바이에른에 그리스도교 선교사 파견과 수행을 도와 기독교 선교를 지원, 장려했다.
690년에서 692년 사이에 피핀은 위트레흐트 일대를 점령하였다. 그리고 프리기아를 공격, 드루스테드(Wijk bij Duurstede) 전투에서 프리기아의 부족공 라트보트를 물리쳤다. 이로서 프랑크 왕국은 라인강에서 북해로 가는 중요한 무역로를 통제할 수 있게 됐다. 691년 테우데리쿠스 3세가 죽자, 피핀은 그의 아들이자 자신의 외조카인 클로도비쿠스 4세를 왕으로 허수아비 왕으로 앉히고, 뒤에서 조종하였다. 그러나 클로도비쿠스 4세 역시 694년/695년에 사망한다. 피핀은 다시 테우데리쿠스 3세의 아들이자 클로도비쿠스 4세의 형제이자, 피핀 자신의 외조카 킬데베르투스 4세를 왕으로 앉혔다. 695년 아들 드로고 1세를 부르군트의 궁재로 임명했고, 697년 노르드베르트가 사망하자 피핀은 자신의 아들 그리모알트 2세를 네우스트리아로 보내 궁재직에 임명했다.
그는 오랫동안 병을 앓고 있었다. 708년 장남 드로고가 죽고 714년 4월 혹은 7월에는 마지막 살아남은 적자인 그리모알트 2세가 그의 후계자로 지명받으러 오다가 피레네산맥 근처 리에주의 교회에서 살해되어 손자들에게 계승권을 넘겼다. 그러나 곧 카를 마르텔의 쿠데타로 궁재 직위는 서자인 카를 마르텔에게 넘어가게 된다. 그해 12월 16일 프랑크 왕국 벨기에 리에주 근처의 쥐필(Jupille)에서 갑작스럽게 사망했다. 시신은 리에주의 쉐브르몽(Chevremont) 성당 바실리카에 매장되었다.

### 사후
사망 직전 그는 정실 플렉트루데 소생 드로고, 그리모알트의 아들들을 법적 후계자로 선언했다. 그러나 당시 성년이었던 서자 카를 마르텔은 이에 반발했고, 이는 곧 내전으로 이어졌다.

## 가족 관계
- 처 : 플렉트루데
  - 아들 : 드로고
  - 아들 : 그리모알트 2세
- 첩 : 알파이스
  - 서자 : 카를 마르텔
    - 손자 : 피핀 3세

  - 서자 : 힐데브란트

## 같이 보기
- 클로비스 2세
- 테오도리히 3세
- 안세기셀
- 피핀 1세
- 에브로인
- 에르키노알드

| 전임 (신설) | 프랑크 공작 687년 - 714년 | 후임 카롤루스 마르텔 |

1. ↑  Anselme de Sainte-Marie (Père Anselme), Histoire généalogique et chronologique de la maison royale de France - Tome I, p. 22
2. ↑  "Pippin II (d. 714) extended the family's influence further south by marrying Plectrude, whose family had founded the monastery at Echternach and controlled great tracts of land in the Ardennes and the middle Moselle region." Story, Joanna; et al. (2005). "Charlemagne's black marble: the origin of the epitaph of Pope Hadrian I". Papers of the British School at Rome. 73. pp. 157–190. P. 183
3. ↑  "Pépin de Herstal (687 à 714)", Histoire-fr.com